# Panoa tapanuiensis
Panoa tapanuiensis là một loài nhện trong họ Desidae.
Loài này thuộc chi Panoa. Panoa tapanuiensis được miêu tả năm 1970 bởi Raymond Robert Forster.